# Mustla (Saaremaa)
Mustla is een plaats in de Estlandse gemeente Saaremaa, provincie Saaremaa. De plaats heeft de status van dorp (Estisch: küla) en telt 12 inwoners (2021).
Tot in oktober 2017 lag Mustla in de gemeente Laimjala. In die maand werd Laimjala bij de fusiegemeente Saaremaa gevoegd. In de nieuwe gemeente lag nog een dorp met de naam Mustla. Dat werd omgedoopt in Saue-Mustla.

## Geschiedenis
Mustla werd voor het eerst genoemd in 1738 onder de naam Mustla Mart, een boerderij op het landgoed van Kingli. In 1977 werd Mustla bij het buurdorp Pahavalla gevoegd; in 1997 werd het weer een zelfstandig dorp.